# Carcedo de Bureba
Carcedo de Bureba è un comune spagnolo di 41 abitanti situato nella comunità autonoma di Castiglia e León.

## Località
Oltre al capoluogo il comune comprende le seguenti località:
- Arconada
- Quintana-Urria
- Valdearnedo (disabitato)